# 張文憲
張文憲（1491年—1567年），字廷鑑，號殳山，浙江崇德縣人，武功右衛軍籍。明朝政治人物。

## 生平
幼年號稱神童，明孝宗召试“乾坤”二大字，称旨，令读书翰林，并给予禄米。正德十四年（1519年）由國子生中式己卯科順天府鄉試第四十二名舉人，嘉靖二年（1523年）癸未科會試第一百十名，第二甲第七十五名進士。次年授刑部河南司主事，六年改吏部验封司主事，制敕房办事，八年四月充《大明会典》誊录官，十二年升吏部验封司郎中，十五年九月以重录《列圣训录》成，升太常寺少卿，十九年十二月升太仆寺卿，制敕房办事，二十一年十一月改光禄寺卿，办事如旧，二十二年升太常寺卿，仍制敕房办事，二十五年升制敕房办事通政使司通政使，三十年九月升工部右侍郎，办事如故，三十九年六月升工部尚书，仍供旧职，四十年五月以旱霾为灾，令致仕。隆慶元年卒，享年七十七。

## 家族
曾祖张如成。祖父张善，壽官。父张溥（？-1502年），號復菴居士。前母薛氏；母李氏（？-1514年）。永感下。
行五，兄文奇。弟文奎。